# Municipio de Swea
El municipio de Swea (en inglés: Swea Township) es un municipio ubicado en el condado de Kossuth en el estado estadounidense de Iowa. En el año 2010 tenía una población de 127 habitantes y una densidad poblacional de 1,35 personas por km².

## Geografía
El municipio de Swea se encuentra ubicado en las coordenadas 43°23′11″N 94°23′1″O / 43.38639, -94.38361. Según la Oficina del Censo de los Estados Unidos, el municipio tiene una superficie total de 94.07 km², de la cual 94,07 km² corresponden a tierra firme y (0 %) 0 km² es agua.

## Demografía
Según el censo de 2010, había 127 personas residiendo en el municipio de Swea. La densidad de población era de 1,35 hab./km². De los 127 habitantes, el municipio de Swea estaba compuesto por el 96,06 % blancos, el 0,79 % eran asiáticos, el 3,15 % eran de otras razas. Del total de la población el 3,15 % eran hispanos o latinos de cualquier raza.